# Julia Ronge
Julia Ronge (* 26. Dezember  1970) ist eine Musikwissenschaftlerin und Beethoven-Forscherin.

## Leben und Wirken
Julia Ronge absolvierte Studien der Musikwissenschaft und Geschichte an der Julius-Maximilians-Universität Würzburg und der Université de Paris-Sorbonne (Paris IV), wo sie 1994 einen Abschluss als Maîtrise de Musicologie erhielt. Ihre Promotion erfolgte 2010 an der Technischen Universität Berlin mit einer Arbeit über Beethovens Kompositionsstudien.
Im Beethoven-Haus Bonn wirkte sie von 2002 bis 2004 am Projekt „Das digitale Beethoven-Haus“ mit und war dort verantwortlich für die Beschreibungen der Handschriften im Katalog, die Werkeinführungen, „Wissenswert“-Texte und Briefzusammenfassungen im „Digitalen Archiv“. In der Zeit von 2005 bis 2007 wirkte sie am Projekt „Hallo Beethoven“ bei der Konzeption und den Texten der Internet-Kinderseite mit. 2008 war sie wissenschaftliche Mitarbeiterin im Beethoven-Archiv und war außerdem von August 2010 bis Ende 2017 Lektorin für den Verlag Beethoven-Haus Bonn.
Von 1999 bis 2014 war sie zudem Mitherausgeberin des 2014 erschienenen revidierten Beethoven-Werkverzeichnisses von Georg Kinsky und Hans Halm (1955). 
Ronge ist seit 2018 Kustos der Sammlungen im Beethoven-Haus.

## Publikationen (Auswahl)

### Bücher und Notenausgaben
- Beethoven. Leben und Werk kurz gefasst. Zeittafel und Werkverzeichnisse, Bonn: Beethoven-Haus 2003, ISBN 3-88188-078-X
- Beethovens Lehrzeit. Kompositionsstudien bei Joseph Haydn, Johann Georg Albrechtsberger und Antonio Salieri (= Schriften zur Beethovenforschung, Band 20), Bonn: Beethoven-Haus 2011, ISBN 978-3-88188-123-4
- Ludwig van Beethoven. Thematisch-bibliographisches Werkverzeichnis. Revidierte und wesentlich erweiterte Neuausgabe des Verzeichnisses von Georg Kinsky und Hans Halm. Bearbeitet von Kurt Dorfmüller, Norbert Gertsch und Julia Ronge. Unter Mitarbeit von Gertraut Haberkamp, München: Henle 2014, ISBN 978-3-87328-153-0
- als Hrsg.: Neue Beethoven-Gesamtausgabe (NGA), Abt. XIII, Band 1: Kompositionsstudien bei Haydn, Albrechtsberger, Salieri; München: Henle, 2014
- „Wann wird auch der Zeitpunkt kommen wo es nur Menschen geben wird“. Ein unbekannter Brief Beethovens an Heinrich von Struve, Faksimile und Kommentar, Bonn: Beethoven-Haus 2018; ISBN 978-3-88188-161-6
- als Hrsg.: Neue Beethoven-Gesamtausgabe (NGA), Abt. XIII, Band 2: Exzerpte aus musiktheoretischen Werken (in Vorbereitung)

### Aufsätze
- Ein Bild der Kraft? – Beethovens Aussehen, in: Beethovens Welt, hrsg. von Siegbert Rampe (= Das Beethoven-Handbuch, Band 5), Laaber 2019, S. 46–54
- Misanthrop, Freigeist, Gemütsmensch – Beethovens Charakter, in: Beethovens Welt, hrsg. von Siegbert Rampe (= Das Beethoven-Handbuch, Band 5), Laaber 2019, S. 55–63
- Im Wechselbad der Gefühle – Beethovens Freundschaften, in: Beethovens Welt, hrsg. von Siegbert Rampe (= Das Beethoven-Handbuch, Band 5), Laaber 2019, S. 257–272
- Auf der Suche nach einer eigenen Familie – Beethovens Beziehung zu seinem Neffen Karl, in: Beethovens Welt, hrsg. von Siegbert Rampe (= Das Beethoven-Handbuch, Band 5), Laaber 2019, S. 273–282
- Treue Freunde und Beförderer der Kunst – Beethovens Mäzene, in: Beethovens Welt, hrsg. von Siegbert Rampe (= Das Beethoven-Handbuch, Band 5), Laaber 2019, S. 283–299
- Je wichtiger der Adressat, desto schöner die Verpackung. Späte Briefpost, Verlegerbriefe, Geschäftsbriefe, in: Die Beethoven-Sammlung der Staatsbibliothek zu Berlin. „Diesen Kuß der ganzen Welt!“, hrsg. von Friederike Heinze, Martina Rebmann und Nancy Tanneberger, Petersberg: Michael Imhof 2020, ISBN 9783731909149, S. 158–163
- Ein echter Glücksfall. Neuerwerbung eines bislang unbekannten Beethoven-Briefes, in: Appassionato, Nr. 50 vom Mai 2023, S. 22f. (PDF)